# Pedro Peirano
Pedro Pablo Peirano Olate (Santiago, 25 de diciembre de 1971) es un periodista, historietista, productor, guionista, cineasta, titiritero y actor chileno. Escribió el guion de la película No (2012), que fue nominada al Óscar a la mejor película de habla no inglesa. Junto con Álvaro Díaz, fundó la productora Aplaplac, con la cual ha realizado series como 31 minutos (transmitido en varios países de Latinoamérica), Mira tú y Un país serio.

## Biografía
Egresó del Colegio de los Sagrados Corazones de Santiago, ubicado en la Alameda, donde mostró su veta humorística como director de la publicación estudiantil El Vikingo (1989-1990). Luego estudió periodismo en la Universidad de Chile, donde conoció a Álvaro Díaz, con quien era compañero de curso.
En un folletín estudiantil de corta vida, coeditado con otros alumnos de la carrera y llamado Que te importa, Peirano publicó una celebrada tira cómica en la que ironizaba sobre las carencias de la escuela en que se formaba como periodista. En una de las historietas, un alumno preguntaba a la bibliotecaria del plantel si tenía cualquier libro, de cualquier autor, frente a lo cual esta le respondía, sin acercarse al mesón, con un sonoro e inapelable ¡NOOO!.
En 1995 comenzó a trabajar en el recién fundado Canal 2 Rock & Pop, en el que desarrolló con Díaz los programas Gato por Liebre, Plan Z y El factor humano. Después de que a fines de 1999 este canal cerrara, ambos crearon la productora Aplaplac. Entre sus trabajos como historietista destaca Chancho Cero, que fue publicado en la revista Zona de Contacto del diario El Mercurio y tuvo un libro recopilatorio que salió en 2002, reeditado y relanzado en 2006.
En Chancho Cero, algunos de los personajes -como un tal decano Avellana- se inspiraban en sus excompañeros y exprofesores de la universidad. 
Junto a Díaz creó también el exitoso programa infantil 31 minutos, que comenzó a ser transmitido el 15 de marzo del 2003 por TVN, y la serie educativa Mira tú.
Fue asimismo guionista de las películas La nana (2009) y No (2012), que trató sobre el Plebiscito de 1988; en México escribió la serie Niño santo.
En 2020, junto a Álvaro Díaz, gana el Premio Nacional de Humor de Chile.

## Premios
- Premio Altazor al mejor guion 2013 por Gatos viejos (coguionista).
- Finalista del Premio Altazor al mejor guion 2013 con Joven y alocada (coguionista) y con No.
- Finalista del Premio Altazor 2013, categoría de literatura para niños y jóvenes, con El club de los juguetes perdidos.
- World Cinema Screenwriting Award 2012, Festival de Sundance, por Joven y alocada (coguionista).
- Premio Altazor a la Mejor Dirección de TV/Programa 2004, por 31 minutos (codirector).[2]
- Premio Altazor al Mejor Guion de TV 2004, por 31 minutos (coguionista).[3]
- Premio Altazor a la Mejor Dirección de TV 2000, por El factor humano (codirector).[4]
- Premio Nacional de Humor de Chile 2020[1]

## Filmografía

### Como director

#### Cine
- Gatos viejos (2010); codirigida con Sebastián Silva.
- 31 minutos, la película (2008); codirigida con Álvaro Díaz.
- Los dibujos de Bruno Kulczewski (cortometraje, 2004); codirigida con Álvaro Díaz.

#### TV
- Las vacaciones de Tulio, Patana y el pequeño Tim (2009); serie infantil, codirigida con Álvaro Díaz.
- 31 minutos (2003); serie infantil, codirigida con Álvaro Díaz.
- Mira tú (2002); miniserie educativa, codirigida con Álvaro Díaz.
- Sangre, sudor y lágrimas, miniserie documental, codirigida con Álvaro Díaz. Capítulos:
  - Aldo Poy y los canallas (2000), sobre el legendario futbolista argentino; El sueño de las grandes ligas, sobre béisbol en República Dominicana; Todo por Racing, sobre el club de fútbol argentino (Avellaneda).
- Nunca digas nunca jamás (1998); documental codirigido con Álvaro Díaz, Daniel Osorio y Juan Pablo Barros.
- El factor humano (1998); serie documental, codirigida con Álvaro Díaz.

### Como guionista

#### Cine
- Desastres naturales (2014); coguionista
- No (2012)
- Joven y alocada (2012); coguionista
- Gatos viejos (2010), coguionista
- La nana (2009), coguionista
- 31 minutos, la película (2008); coguionista
- La vida me mata (2007)
- Los dibujos de Bruno Kulczewski (cortometraje, 2004); coguionista

#### TV
- Las vacaciones de Tulio, Patana y el pequeño Tim (2009); serie infantil, coguionista.
- Niño santo (2011); serie
- 31 minutos (2003); serie infantil, coguionista.
- Mira tú (2002); miniserie educativa, coguionista.
- Plan Z (1997); humor, coguionista
- Gato por Liebre (1995-1996); coguionista

### Actuación

#### Cine
- 31 minutos, la película (2008); titiritero y voces (Tulio Triviño, Raúl Guantecillo, Bongo Stingo)

#### TV
- 31 minutos (2003-2005); Tulio Triviño y otros papeles
- Plan Z (1997); varios papeles

## Cómic (dibujante y guionista)

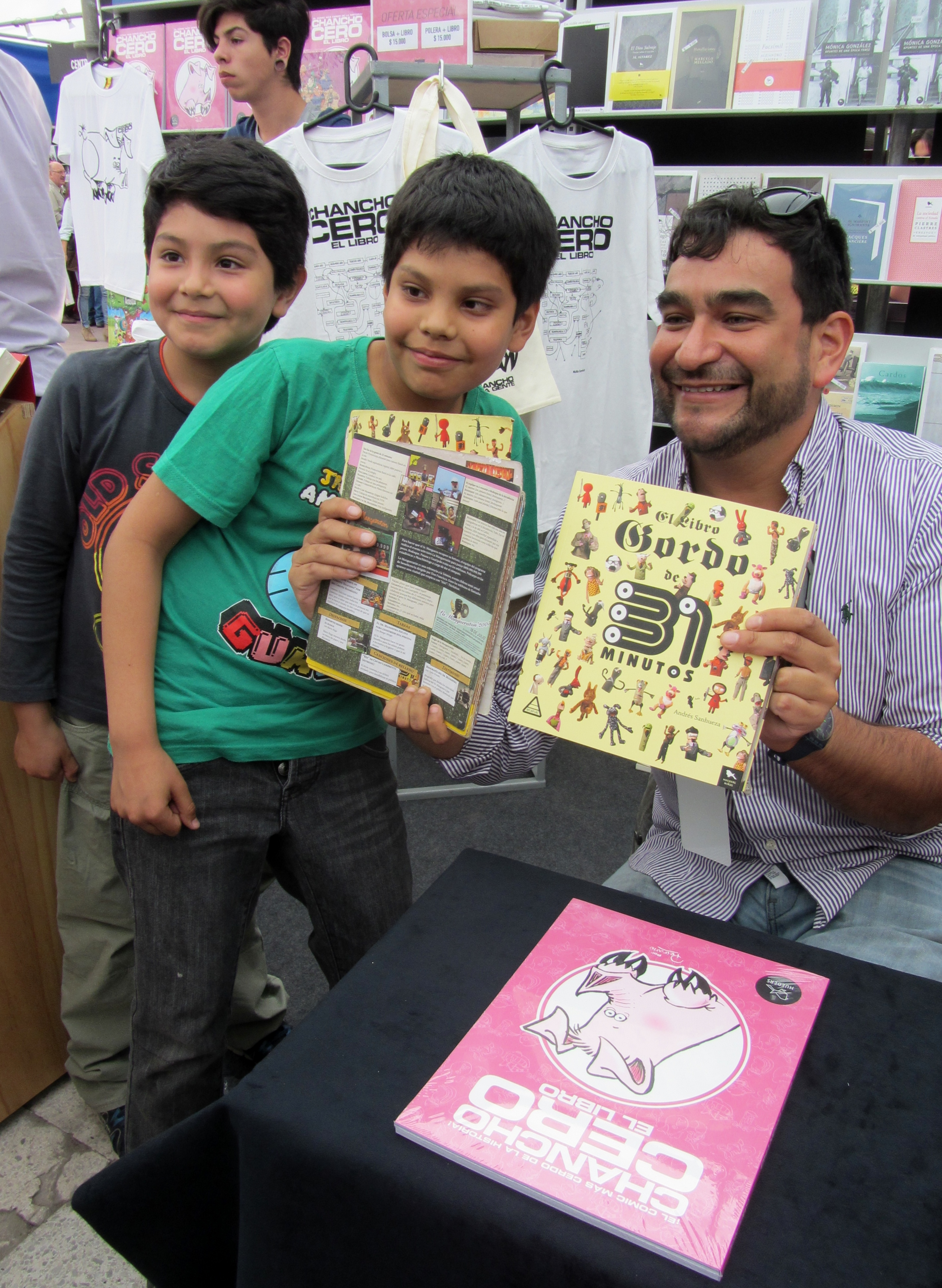
Peirano con sus cómics en la FILSA 2015.

- Las aventuras de Toñito Talón (1998); publicado en el suplemento Club del Ingenio de Las Últimas Noticias[5]
- Pedro Tele (2000); publicado en la revista TV Grama.
- Chancho Cero (2000-2004); historieta publicada por entregas en el suplemento Zona de Contacto de El Mercurio y como libro recopilatorio (2002).[6]
- Cucho y Chucho (2001-2002); publicado en Wikén
- Monos Mononos (2003-2012); sección de viñetas de humor político publicada en el periódico The Clinic.
- Las excelentes aventuras de Timón el legendario (2004-2006); publicado en el suplemento Timón de El Mercurio.[6]
- El computador loco (2004); sección de viñetas de humor infantil publicada en el suplemento Timón de El Mercurio.
- El club de los juguetes perdidos (2012); álbum de cómic que narra la búsqueda de un tesoro por el niño Pezuña y un grupo de extraños amigos.[7]